# Patricia (cantante)
Patricia Paulin (Juvisy-sur-Orge, 1951), conocida simplemente como Patricia, es una cantante francesa que obtuvo popularidad entre las décadas de los años sesenta hasta los años ochenta.

## Biografía
Patricia era una cantante francesa de la década de 1960, a principios de 1970 grabó varias canciones pero bajo el nombre de Patricia Paulin. En 1980 hizo una nueva interpretación en género musical, pero esta vez con el nombre artístico de Jenny Naska. Anteriormente , interpretó dos éxitos; "Est-ce qu'une fille peut dire je t'aime" y "Quand on est malheureux, ambas escritas por Michel Berger.

## Discografía años 60
- ESRF 1847 (1967) - "Quand on est malheureux", "Reviens de Londres", "Ne crois pas ne crois plus", "Et j'oublierai"
- ESRF 1869 (1967) - "Est-ce qu'une fille peut dire" : « je t'aime », "Pleure pas, lui dit l'enfant", "Chacun de nous", "La mer est paresseuse"
- ESRF 1892 (1967) - "La musique de l'automne", "Tous les jours à 4 heures", "Leur amour", "Et dire".
- ESRF 1909 (1968) - "Vous ne saviez pas m'aimer", "Tous les jours qui passent", "Mes rêves de satin"
- ESRF 1917 (1968) - "Sans dire un mot", "Au revoir, mon amour", "Les jours de mélancolie", "Ginger"
- ESRF 1925 (1968) - "L'enfant et le clown", "On n'oublie pas ça", "J'aurai bientôt vingt ans", "Devant lui"
- PATRICIA  (1968) - "Les jours d'amour", "Toi, ma mère","Je voulais en rire" (I started a joke), "La vague" (Albatross)
- PATRICIA  (1969) - "Avez-vous déjà vu?", "Toi, quand je te regarde"
- PATRICIA  (1969) - "Un petit mot ça suffira", "Les Amoureux"
- 2C00610642 (1969) - "Les Idées", "A comme Amour"
- PATRICIA  (1969) - "Aimer, c'est vivre", "C'est toujours sur l'autre rive"
- 2C 006-10918 (1969) - "L'amour est pareil à la musique", "Née de la dernière pluie"
- SS - 2400 (1969) - "Sayonara mon amour", "Quelques larmes"

## Discografía años 70
- C006-11028 (1970 con el nombre de Patricia Paulin) - "Un coeur de sable", "Monsieur l'amour"
- PATRICIA (1971 con el nombre de Patricia Paulin) - "Mon mari mon amant mon ami", "Je veux vivre ta vie"
- EPC8140 (1972 con el nombre de Patricia Paulin) - "N'écoute pas le vent", "Ecoute leur vieille chanson"
- EPIC 7836 (1972 con el nombre de Patricia Paulin) - "Alleluyah", "C'est pour toi"
- RCA 42018 (1975) - "Comme un rhume une bronchite", "Je suis l'amie"
- RCA FPL 10075 (1975) - "Féminin pluriel", "33 tours 12 titres"
- RCA FPL 10187 (1976) - "Baby Jane est renvoyée", "La poupée"
- FPBO 0035 (1977) - "Quand on est malheureux", "Je suis romantique"
- RCA 42154 (1977) - "Magic airways", "Citron pressé orange amère"